# Wolisław
Wolisław – staropolskie imię męskie. Znaczenie imienia: "ten, który woli sławę" albo "ten, który sławi wolę". Jego żeńskim odpowiednikiem jest Wolisława.
Wolisław imieniny obchodzi 16 grudnia.